# 乾華十八王公廟
25°17′31″N 121°35′11″E / 25.291924°N 121.586365°E
乾華十八王公廟，是位於臺灣新北市石門區乾華里、台二線上、核一廠旁的廟，原為一座合葬墓，香火曾盛極一時。該廟為石門肉粽的起源地、旺旺集團名稱的由來，曾由此分香的廟宇包含乾華新十八王公廟、龍門太白殿、馬來西亞檳城清珠寺等。

## 歷史

### 早期
傳說清同治年間，一艘乘坐十七人和一隻狗的船發生海難，乘客全數罹難而狗存活。後石門海岸邊居民埋葬時，狗也跳入墓穴中合葬。最初這墓被當地乾華村練姓福佬客家人以「十八王公」之名祭祀，隨後顯靈傳聞不斷，漸成為信仰中心。對於建廟年代，學者瞿海源表示該廟可能在二戰前即已存在，但查遍地方志，卻無記載有關該廟起源的任何文字，這顯示十八王公廟發跡是後來的事。
嘉義市忠義十九公廟、大里七將軍廟也有狗殉主的傳說。至於基隆市的海安堂有祭祀以「十八王公」為名的神像，但其中沒有犬。
乾華村人相信該村於日治時代二次大戰時從未遭遇盟軍空襲，是因飛官時常聽到狗叫，心生害怕、掉頭就走。
1960年代，居民在台二線旁建了座拜亭。1970年代，興建核一廠時的墳墓遷移事件讓此廟名聲遠播。據一名署名「深淵」的作者投稿，1972年間，他參與核電廠生水系統土木工程，某日在尖子鹿段發生一台工程車撞電線桿、另一台工程車滑落排水溝、吊車傾斜差點落海、卡特彼勒D8推土機履帶斷裂困在海邊等事件，之後又有二位監工、一位承包商盲腸炎、他自己一個月連開兩次痔疾手術，因而去祭拜十八王公。後來台電出錢將廟身移到圍牆門口外，並加以擴建。改採路面墊高方式代替移墓，主體墳墓轉入地下室。
1975年該廟重建落成。當年辦理寺廟登記程序複雜、嚴格，主神須為省府規定47位神明之一，故廟方將副神觀世音菩薩登記為主神，廟名登記為「觀音廟」，沿襲達40－50年之久。自成立管委會以來，歷屆主委都姓練。

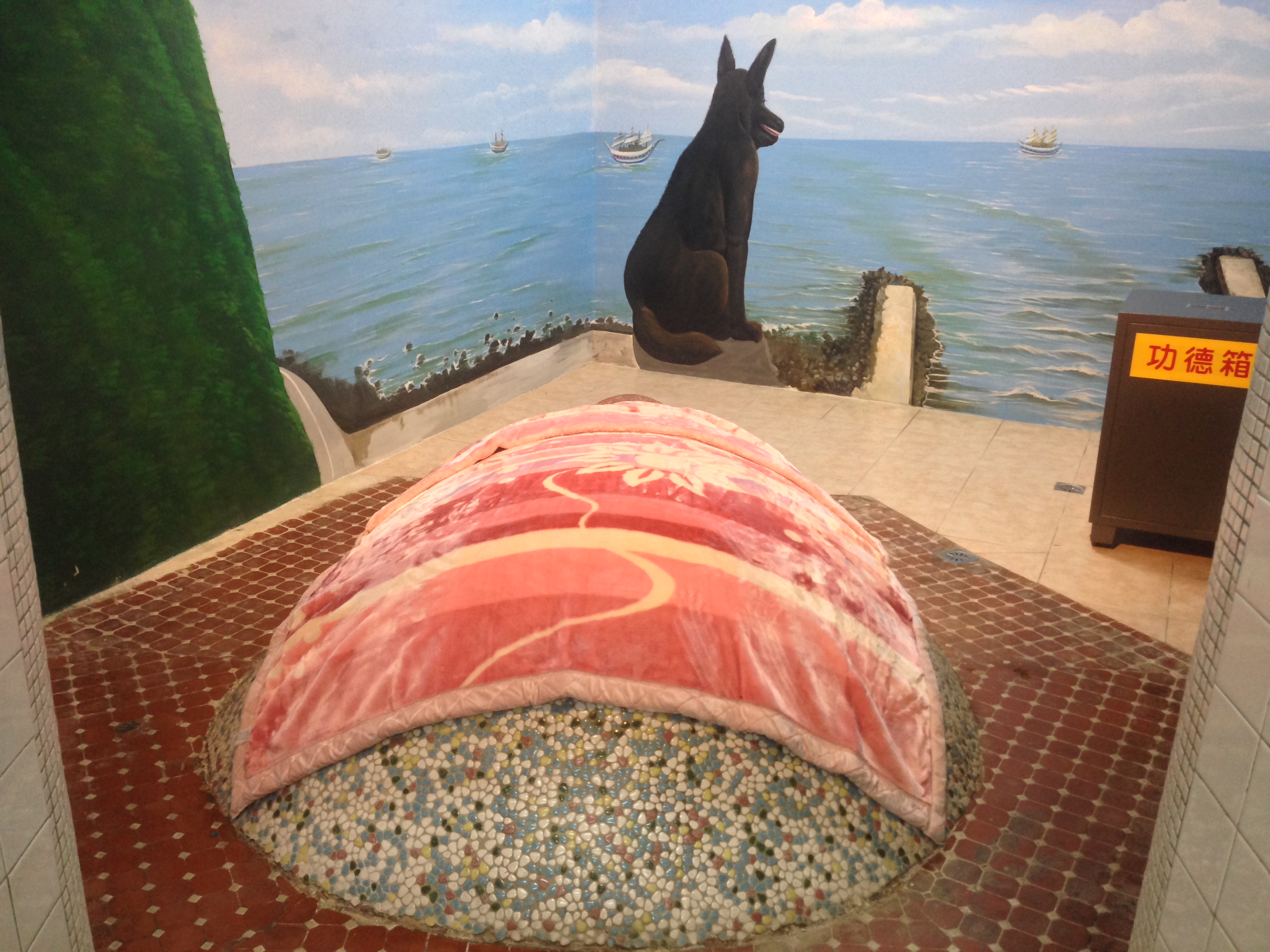
地下室墳墓

### 盛況
該廟地勢填高後，傳言十八王公可望見更遠的海，所以更靈驗。當時適逢大家樂、六合彩風潮席捲全台灣，有許多中南部觀光客包車北上求明牌，亦有許多特種行業女子前來膜拜，又夏季時來石門戲水的觀光客也會造訪該廟，使香火絡繹不絕、酬神戲可連續演出數月。劉家肉粽老闆劉國勝回憶鼎盛時期，周末假日從白沙灣開車到十八王公廟短短六公里，塞車就須耗費兩小時。

#### 經濟面發展
劉國烈擔任石門鄉鄉長時，廟前的海邊規劃成停車場和攤販區，由鄉公所向國有財產局承租，再由居民經營。全盛時期廟前約上百家攤販進駐，販賣肉粽等傳統小吃，還包含遊戲、童玩等娛樂性商家。
石門賣肉粽的風氣是從該廟傳開。信眾認為王公們在海中遇難因此畏寒，需以油飯、麻油雞供奉去寒氣。1968年，退伍返鄉的劉家肉粽老闆劉國勝來此廟作小吃生意，見別人賣麻油雞，他就改賣用蘿蔔乾加瘦肉的小肉粽，現包現賣，拜完即可當點心食用，外人稱為「十八王公肉粽」。打響名號後多由在地鄉民跟著經營，每家店名都取姓為「『某』家肉粽」，形成在石門「一路上都可以看到肉粽店」的特殊景象，且因。肉粽店極盛時期約有50多間，至2006年時仍有20多家，販賣對象以遊客為主，甚至有發展為得來速、24小時營業者，不過部分店家仍有傳承問題；石門農會則著重口味開發、開拓行銷通路。此外2008年起老梅社區也動員居民開發素食養生粽供民眾預訂，並於2015年與區公所合作，由志工包了100多顆養生粽送給區內65戶獨居長者食用。

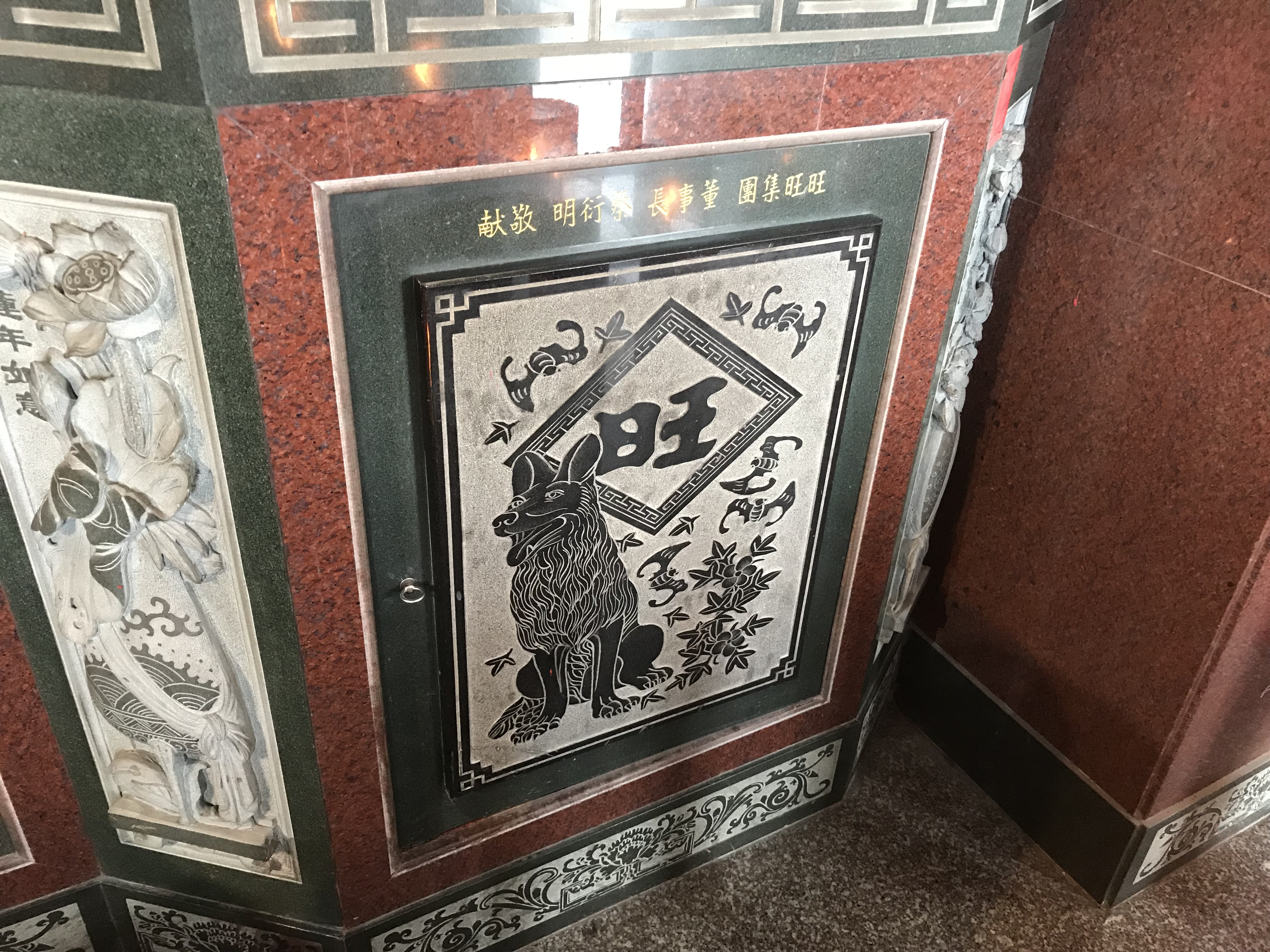
蔡衍明敬獻的石刻。

此廟也是旺旺集團名稱的由來。蔡衍明在得到日本岩塚製菓仙貝製造技術後前往該廟祭拜，有次見到祭奉的狗雕像時突發奇想，便將品牌名稱取作「旺旺」。這兩字除了是狗的叫聲外，逢年過節也很討喜，因此打響名號，每逢農曆春節，旺旺的高階幹部皆會至此祭拜。

#### 文化面發展
1985年時有電影公司拍攝電影《十八王公》大發利市，引起《民生報》批判與其拍攝虛假的故事，大可拍更有戲劇效果的湖南忠義公、樹林十三公、嘉義忠義十九公、永靖十三義民等。由於《十八王公》成本不高卻相當賣座，因而引起仿效現象，讓描繪傳統臺灣民間信仰的電影當道，聖公媽廟也在同年（1985年）被拍成電影。
1985年華視上映的台語戲劇《十八王公傳奇》則把十八王公改成反清復明人士，最後被清兵追殺、自殺或互刺作結局，該劇演員包括馬如龍、龍劭華、范鴻軒、上官鳴、蘇金龍、晨鐘、蔡岳宏等人。
該廟於1988年做為《棋王》的場景，為岑建勳和楊林會見五子棋神童之處。

#### 信仰面發展
1983年農曆十月十六日時相傳澎湖龍門太白殿之主神太白星君上奏玉皇上帝願聘十八王公一同合祀，十一月廿四日獲准，該廟主事者遂於1984年農曆正月廿四至此迎請香火，同年（1984年）二月廿八立神位祭祀。隔年（1985年）正月初十主事者建醮以表虔誠，二月初六雕塑金身，四月廿八開光點眼安座。
1985年時此廟香油錢一年達一億以上，附近賣香燭的攤販月賺十萬。
1985年底，附近白沙灣興建一座十八王公廟，建廟者表示原先的十八王公廟太商業化，藉以移風易俗。學者瞿海源解釋，佛教、道教、民俗信仰的寺廟，分香出去時都會對外宣佈，而有相當隆重的儀式，十八王公廟未分香卻有主祀相同神明的廟出現，顯然與香油錢收入有關。
1985年時，彰化縣信徒林榮華聲稱得到該廟之老大公托夢，表示要分靈到彰化，並願助其生意興隆，由於神明未交代廟名，林榮華僅於家中供奉之。2009年時因神明再次託夢，林榮華遂於芳苑鄉王功海堤旁建廟，並雕塑一尊老大公神像為代表。該廟之楹聯為「十方顯赫堪稱王，八面威武德為公」。
1989年10月25日發生雲林縣褒忠鄉陳姓民眾企圖鑿開十八王公墓的事件，他聲稱受濟公禪師指示才進行，後被判刑五個月。

### 式微
1980年代，政府為紓解當地交通計劃拓寬台二線，廟方則因此決議搬遷往山腰建立新廟（今乾華新十八王公廟）。雖後來改採新建跨海大橋「王公橋」（1995年1月14日正式通車）的方式紓解、舊廟亦未遷離，不過廟體已遠離交通幹道，為了拓路、建橋廟前空地也變成公路用地而無攤商，加上1996年省公路局以安全為由封閉十八王公舊橋，該廟的香客便不斷流失，更導致民眾抗議、省議員陳照郎關切，地方亦有「王公橋橋體擋住忠犬望海視線」的說法。
簡家肉粽簡姓婦女則回憶，當時傳言十八王公廟的黑狗公晚上會跑出來散步，天一暗，沒人敢靠近廟，香火逐漸沒落。加上求明牌風氣退燒、淡金公路拓寬等因素，店家生意遂下跌，紛紛移往台二線中央路上。熱潮消退後，有些手上拿著金紙、香與紅繩墜子的小販，見到遊客下遊覽車就強迫推銷祭祀品，亦為民眾所詬病。
2006年時正逢農曆狗年，由於民間有「狗來富」的說法，故香客數量及攤商生意皆有提升。
2012年報導時，1970年代興建的廟身有外觀破舊不堪、屋樑及牆壁發黑、外牆鋼筋裸露、磁磚剝落、天花板崩塌等多重問題。廟前一整排由鐵皮搭建的商店街，也因人潮銳減停止營業、殘破不堪，被遊客形容為「廢墟」。
2012年時新北市政府擬定區域改造計畫，希望分三階段進行。首要為拆除荒廢商店街、歸還公有地，並協調北海岸及觀音山國家風景區、新北市政府農業局進行整地、設置地板鋪面、設置綠美化設施及簡易景觀平台、增設無障礙坡道銜接高低落差等工程，預計於2012年底完工；其次整頓攤販區；最後協調廟方重建廟宇。
2014年，廟方斥資5000萬元重建舊廟，將十八王公神像暫時移往新乾華十八王公廟安置，直到2017年才返回舊址，攤商也有所回流。乾華里里長曾清松認為十八王公回歸有助帶動地方繁榮，不過仍希望市府協助改善當地排水設施。廟方則表示未來會陸續招商、在附近建立生命博物館及安養院。

### 歌曲
台語流行音樂歌手黃克林：台語歌曲「倒退嚕」，其中歌詞內容有提到「天上天公 地下母舅公 北海岸十八王爺公」。

## 註解
1. ↑  這些人的身分有商人[1][2][3]、漁夫[4]、探親客[5]、進香客[2]等說法。
2. ↑  1960年代乾華村內約有60戶人家，其中姓「練」者佔80%以上，不過當地居民於土地被徵收蓋核一廠後，陸續遷往淡水、八里、北投等地定居[6]。
3. ↑  另據說十八王公嗜煙，香客亦常準備香菸供奉。[17]

## 外部連結
- 十八王公廟－交通部北海岸及觀音山國家風景區管理處 （页面存档备份，存于）